# 제넬리아 드수자
제넬리아 디수자(힌디어: जेनेलिया डिसूज़ा, 영어: Genelia D'Souza, 1987년 8월 5일 ~ )는 인도의 배우이다.

## 출연 작품
- 자이 호 (2014)
- 테레 날 러브 호 가야 (2012)
- 벨라이덤 (2011)
- 바스코 다 가마 (2011)
- 해결사 (2011)
- 오렌지 (2010)
- 후크 야 크룩 (2010)
- 찬스 페 댄스 (2009)
- 당신은 몰라요 (2008)
- 드히 (2007)
- 마스티 (2004)